# Водоизмещающее судно

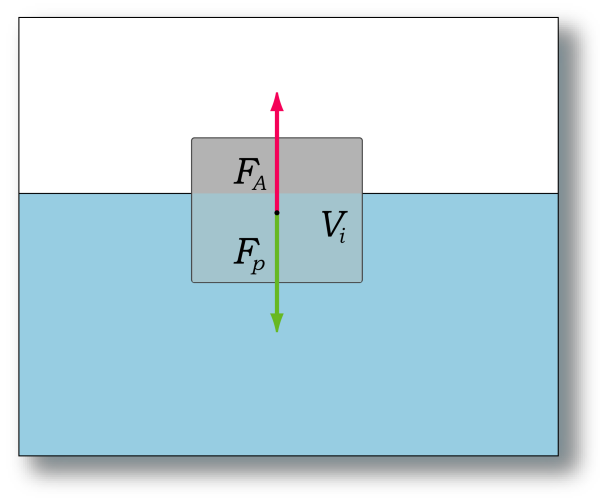
Схема сил тяжести и сил поддержания, действующих на частично погруженное тело (судно)

Водоизмещающее судно — термин теории корабля, обозначающий судно, для которого все, или бо́льшая часть сил поддержания создаётся за счёт выталкивания воды (так называемых Архимедовых сил).
Введён в противоположность неводоизмещающему судну, или судну с динамическим принципом поддержания, для которого большая часть сил поддержания — это динамические силы, возникающие на ходу.
Строго говоря, только неподвижное судно плавает полностью за счёт Архимедовых сил. Любое судно при движении создаёт динамические силы поддержания. Но у водоизмещающих судов их доля мала, а часто пренебрежимо мала. Число Фруда для них всегда меньше 1, в типичном случае 0,2÷0,3.
Большинство судов в мире водоизмещающие, так как они во много раз экономичнее. Примеры судов с динамическим принципом поддержания: глиссеры, суда на подводных крыльях, суда на воздушной подушке, экранопланы.